# Red Raven
Red Raven (レッドレイヴン) est un shōnen manga écrit et illustré par Shinta Fujimoto. Il a été prépublié entre avril 2010 et octobre 2013 dans le magazine Monthly Shōnen Gangan de l'éditeur Square Enix, et a été compilé en un total de neuf tomes.
La version française est éditée par Kana depuis juillet 2012.

## Synopsis
Rongé par la corruption et l'injustice, le pays est tombé entre les mains de la mafia. Les grandes villes sont devenues le théâtre d'une guerre opposant deux courants mafieux : le premier, traditionnel, tente de rétablir la stabilité dans ses quartiers et d'en protéger les habitants tandis que le second, lui, utilise la "force" dans ses seuls intérêts. Espérant réprimer cette escalade de la violence, le gouvernement a mis en place une organisation spéciale, les Red Raven. Cette dernière ambitionne de faire respecter la loi par des méthodes... pas toujours orthodoxes. Afin d'appliquer ses sentences de mort, elle emploie des combattants hors du commun, réputés pour se montrer sans pitié. Mais au cœur du conflit, un mystérieux groupe, appelé la Mafia Blanche, alimente le trafic d'armes aussi dangereuses qu'illégales nommées Sccaggs afin de plonger le monde dans le chaos.

## Personnages

### Les Red Raven
Silvio Clerici (シルヴィオ・クレリチ, Shirubio Kurerichi)
Red Raven I, "l'Exécuteur par pendaison". Malgré son air d'intello et ses lunettes, c'est le plus brutal des Red Raven. Ses instruments d'exécution sont des menottes avec les liens desquelles il étrangle ses victimes. Blond aux cheveux longs, doté d'une grande force physique, il a un tatouage représentant une femme tenant la balance de la justice sur la main droite et fut par le passé un carabinier (policier italien) avec Joseph. Il ne supporte pas l'injustice mais est borné comme une mule.　Il est en quelque sorte un flic raté car il n'a jamais su ménager sa force herculéenne, d'après Joseph.
Walter Markin (ウォルター・マーキン, Worutā Mākin)
Red Raven II, "l'Undertaker sans merci". Ses instruments d'exécution sont un cercueil et les crucifix qu'il y stocke. 20 ans, le lobe droit percé d'une boucle d'oreille en forme de croix, les cheveux rouges (dont il avait honte (preuve qu'il est un soi-disant enfant du diable) jusqu'à ce qu'il rencontre Émilie, sa meilleure amie d'enfance, qui le complimentait sur ses "beaux cheveux rouges"). D'humeur joviale, il a tendance à "materner" Andy. C'est quelqu'un d'attentionné et de très sensible aux changements d'humeur des autres, souvent à son détriment. Il adore les motos mais n'a qu'une vieille bécane ayant appartenu jadis à Joseph et qu'il a retapée. Il a une bouille de gamin et est parfois grossier (d'après Andy). Orphelin originaire de Castor Arte, il a perdu Emilie dans l'incendie d'une église il y a 15 ans, lors des "5 Jours de Sang" provoqués par les Sccaggs et les Caccini. De ce fait, Walter ne peut supporter la mafia ni lui pardonner d'avoir provoqué la mort de son amie. Le mépris qu'il a pour le système mafieux est un de ses motifs pour avoir rejoint les Red Raven.
Joseph Calvi (ジョゼフ・カルヴィ, Jozefu Karubi)
Red Raven III, "la Chaise électrique". Qualifié de vétéran par Carlo, il est accompagné par Sanson, son corbeau de surveillance. Son instrument d'exécution est, comme son surnom l'indique, une chaise électrique. Il semble bien aimer les corbeaux, en particulier Charles, mais délaisse le sien, en lui faisant faire le guet ou en l'abandonnant tout simplement derrière lui. Il a la manie d'acheter des bonbons au goût apparemment infect à chaque fois qu'il se rend dans une nouvelle ville. Il était carabinier avec Silvio. C'est lui qui a trouvé Andy dans la rue après que celui-ci se soit enfuit du laboratoire où il était prisonnier.
Andy (アンディ, Andi)
Red Raven IV, "le Borgne chasseur de têtes". Son instrument d'exécution est une guillotine. 15 ans, blond, affublé d'une coupe au bol "bizarroïde". Assez froid de nature, il ne prête aucune attention aux autres (enfin, c'est ce qu'il veut faire croire), il a un sens de l'orientation déplorable et a la phobie de tout ce qui se rapporte de près où de loin au domaine de la médecine (aussi bien les instruments que les lieux), séquelle de son douloureux passé comme cobaye chez les Sccaggs. Son corbeau de surveillance s'appelle Charles, duquel le Red Raven se plaint souvent et sème dès qu'il le peut (c'est-à-dire assez souvent), au grand dam du pauvre robot. Sous son bandeau se cache en fait l'"Œil bestial", globe oculaire fabriqué par les Sccaggs et portant leur emblème qui lui a été implanté de force alors qu'il était enfant. Il lui permet de suivre la trajectoire des balles de n'importe quelle arme à feu. Andy a aussi un numéro de Sccaggs tatoué sur la poitrine : le No.003 renversé. Il veut se venger des Sccaggs et c'est clairement un des motifs qui l'a poussé à devenir un Red Raven, même s'il rétorque toujours le contraire.
Connie (コニー, Konī)
Red Raven V, "la Voleuse d'esprits". Elle est connue à ce jour comme étant la seule bourreau féminine. Insectophobe, elle utilise des dominos desquels elle libère de la neurotoxine. Elle peut aussi soigner grâce à ses potions. Elle est d'apparence albinos et possède un corbeau qui s'appelle Henry. Elle ne s'entend pas avec Ryan.
Ryan Aubrey
Red Raven VI, "le Bourreau Chasseur de sorcières" ou "l'Inquisiteur jouisseur". Cheveux sombres et longs, le visage bardé de percings, il préfère brûler ses proies jusqu'à ce que mort s'ensuive. De ce fait, ses instruments d'exécution sont les explosifs et le supplice du feu. Il en fait parfois trop, raison pour laquelle Connie est parfois obligée de l'arrêter avec ses gaz toxiques. Il s'entend d'ailleurs avec la jeune fille comme chien et chat.
Scotto Getty
Red Raven VII, "l'Instigateur des funérailles célestes". Cheveux courts et clairs, air blasé, la moitié basse de son visage est dissimulé par le col de son manteau. Qualifié de "flippant" par Longval, il s'occupe de la surveillance et de la récolte d'informations. Dans un sens, c'est lui qui ressemble le plus à un corbeau rouge puisqu'il peut communiquer avec de vrais corbeaux.
Carlo Scarlatti (カルロ・スカラルッティ, Karuro Sukararutti)
Juge du gouvernement, c'est le directeur de la division des Red Raven. Il est le fils d'un des membres du Parlement et est connu pour être le plus jeune juge du pays. Il affiche parfois un sourire sournois et est, comme Monica, tracassé par sa chevelure frisée qui donne l'impression qu'il n'est pas coiffé.
Monica (モニカ, Monika)
Subordonnée de Carlo attentionnée et de nature inquiète, elle a une très mauvaise vue car elle ne distingue pas le visage des gens sans ses lunettes. Comme son supérieur, elle est tracassée par ses cheveux pour les mêmes raisons.
Eliana
Infirmière du QG des Red Raven.
Filippo
Employé au QG des Red Raven, il est là depuis peu.
Katy
Employée au QG des Red Raven, collègue de Filippo et subordonnée de Carlo.
Charles (シャルル, Sharuru)
Robot ayant la forme d'un corbeau, il est chargé de surveiller Andy. Il fait preuve de bon sens et d'une grande vitalité. Depuis qu'il a été traumatisé par une bagarre qui a mal tourné, il a la mauvaise habitude de fuir au moindre danger. Son bec et ses griffes ne sont pas assez acérés pour pouvoir blesser mais il y va tellement fort qu'il peut facilement transpercer sa cible.
Longval
Corbeau de Silvio, il a peur de Scotto et a trois épis sur le crâne.
Sanson
Corbeau de Joseph, il est assez docile et plutôt imposant.

### Les Mafias

#### Famille Caccini
Laura Caccini (ラウラ・カッチーニ, Raura Katchīni)
Actuel et premier chef de sexe féminin de la famille Caccini, elle est surnommée "l'Impératrice Fantôme" car elle n'a aucun antécédent judiciaire, que personne n'avait jamais entendu parler d'elle dans le monde mafieux avant qu'elle ne prenne la tête des Caccini et que ses origines restent inconnues. C'est la sœur aînée de Ricardo Caccini et, comme tous les membres de la famille Caccini, elle exècre les Sccaggs.
Ricardo Caccini (リカルド・カッチーニ, Rikarudo Katchīni)
Frère cadet de Laura, il dirige l'escouade d'élite "Chiens Noirs" de sa sœur. Il a une cicatrice de brûlure à l’œil gauche et a 23 ans. Il se méfie des femmes à cause de sa colérique de sœur et de Mela qui le colle aux basques. Il manie particulièrement bien les armes blanches. Il "flippe devant Laura" d'après Cresson et n'arrêtait pas de fuguer pour lui échapper quand il était enfant.
Mela (メーラ, Mēra)
Cette jeune fille aux apparences trompeuses fait partie des "Chiens Noirs" de l'Impératrice Fantôme. Tireuse d'élite, elle colle Ricardo dès qu'elle le peut et ne le quitte pas du regard, si bien que lorsqu'il est loin, elle l'observe par la lunette de son fusil, ce qui fait craindre au pauvre leader des "Chiens Noirs" qu'elle ne lui tire dessus. Elle est très possessive et protectrice envers lui et est capable de canarder quiconque s'approche ou s'en prend à son Ricardo.
Time (タイム, Taimu)
Membre des "Chiens Noirs", il parle peu et manie le sabre.
Cresson (クレソン, Kureson)
Ami de Ricardo depuis leur enfance et membre des "Chiens Noirs", il utilise un grand couteau comme arme. Il est originaire de Sassi, la vieille ville d'Aretam, et connaît toutes les ruelles de la ville comme sa poche. Enfant, il allait parfois voler dans la nouvelle ville et y rencontra Ricardo lors d'une énième fugue de ce dernier, qu'il considère comme un frère.
Calogero Scalise (カロジェロ・スカリーゼ, Karojero Sukarīze)
Calogero, surnommé le "Dog eats dog" (le chien qui dévore ses semblables), est un gros bonnet des Caccini. Il ne voit pas d'un très bon œil que le dirigeant de sa famille adorée soit une femme et a décidé de se procurer une "force" plus puissante, celle des dangereuses et illégales armes Sccaggs.

#### Famille Vizzini
Emilio Vizzini (エミリオ・ヴィッツィーニ, Emirio Bittsuīni)
C'est le chef actuel de la famille Vizzini. À quoi ressemble-t-il sous son masque ? Basil a entendu dire qu'il avait une grosse cicatrice. Vizzini est un véritable pervers qui voue un culte exagéré à la beauté. C'est lui qui choisit les vêtements que porte Sfoglia. Il est très grand, ce qui permet à Sfoglia de toujours le repérerer facilement. Il est aussi le No.008 inversé.

#### Famille Dragonetti
Bartolo Dragonetti (バルトロ・ドラゴネッティ, Barutoro Doragonetti)
Il est le chef actuel de la famille Dragonetti. C'est un homme barbu, aux cheveux longs.

#### Famille Gallo
Liberatore Gallo (リベラトーレ・ガッロ, Riberatōre Garro)
Il est le chef actuel de la famille Gallo. Il semble être le plus ancien des cinq générations de sa lignée.

#### Famille Bagwell
Ashton Bagwell (アシュトン・バグウェル, Ashuton Baguweru)
Il est le chef actuel de la famille Bagwell. C'est un homme très barbu. Il est engagé dans l'industrie de transport. Il n'a pas de spécialité.

#### Famille Giordani
Anna Giordani (アンナ・ジョルダーニ, An'na Jorudāni)
4° chef de la famille Giordani, elle a aux alentours de 16 ans et connaît bien Andy, l'ayant secouru alors qu'il était poursuivi par des mafieux. Sa famille fait partie de celles qui protègent les citoyens.

#### Famille Sccaggs // Mafia Blanche
Siegfried Sccaggs (ジークフリード・スキャッグス, Jīkufurīdo Sukyaggusu)
C'est le chef de la famille Sccaggs. Véritable génie, il n'avait que 20 ans lorsqu'il a mis son organisation sur pied et il ne lui en a fallu que deux pour que les Sccaggs deviennent connus dans le monde entier grâce à la fabrication et à la vente de puissantes armes Sccaggs. Il aurait fait trembler la planète plus d'une fois mais s'est fait abattre par les Caccini lors des "5 jours de sang" de Castor Arte. Cet événement a fait disparaître la famille Sccaggs. Cependant, il s'avère que la Mafia Blanche et les Sccaggs ne fassent qu'un et que Siegfried est toujours en vie. C'est l'investigateur des expériences menées sur Andy ainsi que d'autres sujets qui ont rejoint son camp dans le but d'adapter l'homme à l'arme, faisant devenir ainsi le corps humain en une arme vivante. Siegfried fait renaître les Sccaggs en obtenant le territoire de Vizzini lors de sa mort.
Basil (バジル, Bajiru)
No.004 inversé, c'est un grand maniaque de la propreté. 17 ans, blond, toujours en costume blanc, ses sourcils sont arqués depuis sa naissance. Malgré son sourire hautain et moqueur, il reste courtois avec les gens et n'oublie jamais de les saluer. Son arme est le Sccaggs No.004, le "Scorpion Empoisonné". Il est doté d'un pouvoir qui lui permet de ronger n'importe quelle matière rien qu'en la touchant : la "Main Érosive".
Dario Galliano (ダリオ・ガリアーノ, Dario Gariāno)
No.002 inversé, il est surnommé le "Commandant". Son arme est le Sccaggs No.002, "Fourmi balle de fusil", composée de six lames qu'il contrôle grâce au pouvoir magnétique de sa main gauche, la "Main Guide". Il prétend être capable d'entendre les voix des armes, quelles qu'elles soient. Ses oreilles sont percées de boucles d'oreilles noires et son œil gauche a commencé à pourrir puisqu'il fut un cobaye raté pour l'Œil bestial.
Lobelia (ロベリア, Roberia)
No.005 inversé, elle manie "la Scolopendre". Émilie et elle ne font en fait qu'une. Considérée comme morte lors du massacre des "5 jours de sang" de Castor Arte, elle fut sauvée par les Sccaggs qui l'utilisèrent comme cobaye. Les Sccaggs remplacèrent sa peau brûlée de sorte à lui conférer un épiderme ultrasensible lui permettant de deviner les positions de ses ennemis et leurs prochaines attaques. Il s'avère qu'elle a sombré dans la folie et est restée bloquée sur le passé car elle ne reconnait pas le Walter du présent, ne se souvenant que du petit garçon solitaire à qui elle tenait toujours la main. Elle aime les cheveux de Walter au point de teindre les siens en rouge, de la même couleur que lui. Elle finit par mourir dans les bras de son ami d'enfance.
Kevin Costa (ケビン・コスタ, Kebin Kosuta)
No.006 inversé, c'est un homme dangereux qui ne pense qu'à briser tout ce qu'il voit. Il est très agile et parle vulgairement malgré sa bouille d'enfant.
Sfoglia (スフォリア, Suforia)
No.007 inversé, c'est une petite fille à l'allure de poupée. Elle possède la « Voix de la doctrine » et est très attachée à Vizzini. Elle sera recueillie par les Red Raven à la mort de celui-ci.
Emilio Vizzini
No.008 inversé, il est le chef d'une des cinq grandes familles de la mafia, la famille Vizzini. Il possède le "Bras Pilleur". Il a recueilli Sfoglia alors qu'elle était délaissée par Siegfried Scaggs.

### Autres
Bruno Delvecchio (ブルーノ・デルヴェッキオ, Burūno Derubekkio)
Chef de la famille Delvecchio, il posséda un Sccaggs numéroté, ce qui lui valut d'être exécuté par Andy.
Giorgio Bossi (ジョルジョ・ボッシ, Jorujo Bosshi)
Chef de la famille Bossi, il fut exécuté par Andy pour le même motif que Don Delvecchio, en plus celui d'avoir créé des faux avis de jugement.
Dion Lonergan (ダイオン・ロナガン, Daion Ronagan)
Ancien chef de la famille Lonergan, il fut surnommé "Lonergan le Répugnant" et connu pour ne pas lésiner sur les moyens lorsqu'il agissait en tant que chef de la famille. Il fut tué chez lui par une mafia rivale. C'était le grand-père maternel de Tony.
Ciro Dulbecco (チーロ・ダルベッコ, Chīro Darubekko)
Tony Lonergan (トニー・ロナガン, Tonī Ronagan)
Tony est le petit-fils de Dion Lonergan.
Mira (ミラ, Mira)
Jake (ジェイク, Jeiku)

## Manga

### Fiche technique
- Édition japonaise : Square Enix
  - Nombre de volumes sortis : 9 (terminé)
  - Date de première publication : septembre 2010
  - Prépublication : Monthly Shōnen Gangan
- Édition française : Kana
  - Nombre de volumes sortis : 9 (terminé)
  - Date de première publication : juillet 2012
  - Format : 115 mm x 175 mm

### Liste des chapitres
| no | Japonais          | Japonais          | Français          | Français          |
| no | Date de sortie    | ISBN              | Date de sortie    | ISBN              |
| --- | ----------------- | ----------------- | ----------------- | ----------------- |
| 1 | 22 septembre 2010 | 978-4-7575-2993-9 | 6 juillet 2012    | 978-2-50-501488-1 |
| Couverture : AndyListe des chapitres : - Chapitre 1 : Les corbeaux et la mafia - Chapitre 2 : Les fauteurs de troubles - Chapitre 3 : Les Sccaggs - Chapitre 4 : Un intervenant inattendu |                   |                   |                   |                   |
| 2 | 22 février 2011   | 978-4-7575-3153-6 | 6 juillet 2012    | 978-2-50-501489-8 |
| Couverture : Walter MarkinListe des chapitres : - Chapitre 5 : Le deuxième corbeau - Chapitre 6 : Le choix du fardeau - Chapitre 7 : Stand-by - Chapitre 8 : Approche - Chapitre 9 : Début des festivités |                   |                   |                   |                   |
| 3 | 22 juillet 2011   | 978-4-7575-3285-4 | 5 octobre 2012    | 978-2-50-501555-0 |
| Couverture : BasilListe des chapitres : - Chapitre 10 : Versus - Chapitre 11 : Changement - Chapitre 12 : Attentes et réalité - Chapitre 13 : Point final - Chapitre 14 : Regard vers l'avenir |                   |                   |                   |                   |
| 4 | 21 janvier 2012   | 978-4-7575-3438-4 | 15 mars 2013      | 978-2-5050-1768-4 |
| Couverture : Dario GallianoListe des chapitres : - Chapitre 15 : Le garçon aux boucles d'oreilles noires - Chapitre 16 : Bourbier - Chapitre 17 : Arme humaine - Chapitre 18 : Vraie nature - Chapitre 19 : Différent - Chapitre 20 : Une lame menaçante                                                       |                   |                   |                   |                   |
| 5 | 21 juillet 2012   | 978-4-7575-3622-7 | 5 juillet 2013    | 978-2-5050-1870-4 |
| Couverture : Ricardo CacciniListe des chapitres : - Chapitre 21 : Le fruit de la volonté - Chapitre 22 : L'enfant du diable - Chapitre 23 : Dans l'ombre de la ville perchée sur la falaise - Chapitre 24 : La cible de la colère - Chapitre 25 : Il n'y aura pas de miracle - Chapitre 26 : Derrière le rouge |                   |                   |                   |                   |
| 6 | 22 janvier 2013   | 978-4-7575-3854-2 | 8 novembre 2013   | 978-2-5050-1871-1 |
| Couverture : LobeliaListe des chapitres : - Chapitre 27 : Exécution forcée - Chapitre 28 : Lien - Chapitre 29 : L'heure du jugement - Chapitre 30 : Compensation - Chapitre 31 : Lobelia |                   |                   |                   |                   |
| 7 | 22 juillet 2013   | 978-4-7575-4001-9 | 23 mai 2014       | 978-2-5050-6034-5 |
| Couverture : ConnieListe des chapitres : - Chapitre 32 : Du cœur à l'ouvrage - Chapitre 33 : Carnaval - Chapitre 34 : Le bal masqué - Chapitre 35 : La réunion des chefs |                   |                   |                   |                   |
| 8 | 22 octobre 2013   | 978-4-7575-4085-9 | 19 septembre 2014 | 978-2-5050-6131-1 |
| Couverture : Vizzini et SfogliaListe des chapitres : - Chapitre 36 : Relativité - Chapitre 37 : Convictions - Chapitre 38 : Entrave - Chapitre 39 : Le Sccaggs sans numéro |                   |                   |                   |                   |
| 9 | 22 janvier 2014   | 978-4-7575-4169-6 | 5 décembre 2014   | 978-2-5050-6145-8 |
| Couverture : AndyListe des chapitres : - Chapitre 41 : - Chapitre 42 : - Chapitre 43 : - Chapitre 44 : - Chapitre 45 : |                   |                   |                   |                   |